# Atlanta Chiefs 1970
Questa pagina raccoglie i dati riguardanti gli Atlanta Chiefs nelle competizioni ufficiali della stagione 1970.

## Stagione
La rosa della stagione precedente venne in gran parte confermata, ed alla guida della squadra venne confermato Vic Rouse, sempre nelle vesti di allenatore-giocatore. 
L'unico statunitense in rosa era Sonny Carter, che qualche anno dopo, nel 1984, partecipò alla missione STS-33 dello Space Shuttle.
La squadra si piazzò al secondo posto della Southern Division, non riuscendo così ad accedere alla finale del torneo.

## Organigramma societario
Area direttiva
Area tecnica
- Allenatore: Vic Rouse

## Rosa
| N. |                        | Ruolo | Calciatore       |
| -- | ---------------------- | ----- | ---------------- |
| 1  | Germania (bandiera)    | P     | Manfred Kammerer |
| 2  | Galles (bandiera)      | P     | Vic Rouse        |
| 3  | Inghilterra (bandiera) | D     | John Cocking     |
| 5  | Inghilterra (bandiera) | D     | Ken Bracewell    |
| 6  | Giamaica (bandiera)    | D     | Henry Largie     |
| 7  | Giamaica (bandiera)    | A     | Art Welch        |
| 8  | Inghilterra (bandiera) | A     | Michael Ash      |
| 9  | Canada (bandiera)      | C     | Nick Papadakis   |

| N. |                              | Ruolo | Calciatore       |
| -- | ---------------------------- | ----- | ---------------- |
| 10 | Giamaica (bandiera)          | C     | Delroy Scott     |
| 11 | Brasile (bandiera)           | D     | Uriel            |
| 12 | Inghilterra (bandiera)       | A     | Ray Bloomfield   |
| 16 | Inghilterra (bandiera)       | C     | Dave Metchick    |
| 18 | Inghilterra (bandiera)       | A     | Graham Newton    |
| 19 | Stati Uniti (bandiera)       | D     | Sonny Carter     |
| 20 | Trinidad e Tobago (bandiera) | A     | Everald Cummings |
| 24 | Sudafrica (bandiera)         | A     | Kaizer Motaung   |